# 新和田トンネル有料道路
新和田トンネル有料道路（しんわだトンネルゆうりょうどうろ）は、長野県小県郡長和町和田から同県岡谷市長地に至る和田峠を貫く国道142号の延長14,777 m（メートル）の道路。長野県道路公社が管理する一般有料道路であったが、2022年（令和4年）4月1日に無料開放された。

## 概要
五街道の1つであって中山道時代から難所として知られた和田峠付近（国道142号旧道）は、昭和時代に和田峠トンネルが開通したものの交互通行になっていることもあり、特に冬季に凍結による交通渋滞や転落などの問題を有していた。新たなトンネルにより和田峠を大きくバイパスする有料道路事業として、新和田トンネル有料道路が1974年（昭和49年）に着工され、1978年（昭和53年）10月から供用開始された。長和町から下諏訪町に至る当初区間の総延長は4,620 mであり、区間中に新和田トンネル（全長1,922 m）を含む。総工費は約80億円に達した。本道路の整備により東信と中信・南信の交通の利便性が向上した。
その後、高速道路の整備などに伴い本道路の重要性は増し、北関東と東海地方・近畿地方を結ぶ重要な幹線として大型車の利用が増加し、中山道時代からの街道筋である諏訪大社秋宮前など幅員狭小で人家連担地区であることから交通が逼迫していた。このため、下諏訪町から岡谷市に至る延長10,157 mの延伸区間が計画された。延伸区間は1996年（平成8年）12月に延伸区間着工し、2004年（平成16年）3月に開通した。
諏訪大社の御柱祭で国道142号が通行止になる事や、大型車などが国道20号へ抜ける際に下諏訪町中心部を通過する事を回避する目的で建設されたバイパスで、建設は費用捻出のため、新和田トンネル有料道路の延伸事業として行われ、国道20号下諏訪岡谷バイパスとの交点まで国道142号として指定されている。建設総事業費は245億円。延伸区間は和田峠側より木落し坂トンネル・湖北トンネルで御柱祭下社木落し坂・下諏訪宿・諏訪大社下社秋宮前・下諏訪町中心部を経由せずに岡谷市長地に抜け、下諏訪岡谷バイパスに接続する。長野道岡谷ICからは、これらの道路を利用することにより、岡谷市および下諏訪町の中心部を迂回して上田・佐久地域との通行が可能になった。なお、この延伸区間は無料で利用できる。
新和田トンネル有料道路は無料開放前は長野県道路公社が管理していたが、2022年（令和4年）4月1日の無料開放後は、起点から新和田トンネル東側坑口が長野県上田建設事務所、新和田トンネル東側坑口から終点までが長野県諏訪建設事務所に移管された。現在「新和田トンネル道路」として管理されている。

### 路線データ
- 起点 - 長野県小県郡長和町和田
- 終点 - 長野県岡谷市長地
- 延長 - 14,777 m
  - 当初区間 - 4,620 m
  - 延伸区間 - 10,157 m
- 道路規格 - 第3種第2級・第3種第3級
- 設計速度 - 40 km/h - 60 km/h

## 歴史
- 1974年（昭和49年）9月 - 当初区間着工[1]。
- 1978年（昭和53年）10月4日 - 当初区間供用開始[2]。
- 1996年（平成8年）12月 - 延伸区間着工[1]。
- 2004年（平成16年）3月27日 - 延伸区間供用開始[2]。
- 2022年（令和4年）3月31日 - 料金徴収期限満了[2]。
- 2022年（令和4年）4月1日 - 無料開放。同時に管理を公社から長野県（上田建設事務所・諏訪建設事務所）に移管[2]。

## 路線状況

### 道路施設

#### 橋梁
- 男女倉大橋（当初区間）
- 見附橋（当初区間）
- 土屋大橋（当初区間）
- わらび平橋（当初区間）
- 西餅屋橋（当初区間）
- 焙烙橋（当初区間）
- 深沢橋（当初区間）
- 大樋橋（当初区間）
- 町屋敷大橋（延伸区間）
- 落合大橋（延伸区間）

#### トンネル
- 新和田トンネル（当初区間） - 延長1,922 m[1]
- 木落し坂トンネル（延伸区間） - 延長499 m[1]
- 湖北トンネル（延伸区間） - 延長2,151 m[1]

#### 道の駅
- 和田宿ステーション（小県郡長和町）

### 有料道路時代の料金
2019年（令和元年）10月1日の消費税引き上げに伴い、料金が次のように改定された。
1. 普通車 - 630円
2. 中型車 - 730円
3. 大型車 - 1,050円
4. 特大車 - 1,730円
5. 軽自動車等 - 520円
6. 自転車・原動機付自転車等 - 50円

他、回数券が販売されている。なおETCは利用できない。
無料開放はもともと2003年（平成15年）の予定であったが、延伸区間の建設費をも償還する目的で2022年（令和4年）4月1日に延期された。

## 地理

### 通過する自治体
- 長野県
  - 小県郡長和町 - 諏訪郡下諏訪町 - 岡谷市